# Larissos
Larissos (in greco Λαρισσός?) è un ex comune della Grecia nella periferia della Grecia Occidentale (unità periferica dell'Acaia) con 8 683 abitanti secondo i dati del censimento 2001.
È stato soppresso a seguito della riforma amministrativa, detta Programma Callicrate, in vigore dal gennaio 2011 ed è ora compreso nel comune di Dytiki Achaia.

## Località
Larissos è suddiviso nelle seguenti comunità (i nomi dei villaggi tra parentesi):
- Agios Nikolaos Spaton (Agios Nikolaos, Agios Konstantinos)
- Apideonas
- Araxos (Araxos, Kalogria, Paralimni)
- Kagkadi
- Lakkopetra (Lakkopetra, Ioniki Akti, Karnari, Limanaki)
- Mataragka (Mataragka, Kafalaiika)
- Metochi (Metochi, Lappas, Neo Vouprasio, Vouprasio)
- Michoi (Michoi, Kandalos, Tsamaiika, Psefteika)
- Petas
- Riolos (Riolos, Mazaiika)
- Velitses (Ano Velitses, Kato Velitses)